# Monnegre (Alicante)
Monnegre es una entidad singular de población, y también un enclave dentro de la misma provincia, del municipio español de Alicante. Se encuentra situado al norte del término municipal y entre los municipios de Muchamiel, San Vicente del Raspeig y Jijona.
Este enclave de la ciudad de Alicante forma parte del territorio histórico, natural y ZEPA Red Natura 2000 denominado Monnegre (en valenciano, Montnegre).

## Historia
Durante un periodo breve del siglo XIX, durante el proceso segregacionista entre San Vicente del Raspeig con Alicante, la actual partida rural de Monnegre de Alicante perteneció al Ayuntamiento de San Vicente del Raspeig al menos en 1842 y posiblemente en algún periodo más entre 1836 y 1848, hecho pendiente de investigación.

## Población
En el año 2022, Monnegre tiene un total de 325 habitantes distribuidos de la siguiente manera:
- El Boter, 68
- Llofriu, 32
- Portell, 73
- Valle del Sol, 79
- Diseminado, 73

## Fiestas
Las fiestas oficiales y en activo a día de hoy son las Fiestas Patronales de Monnegre, las cuales empezaron a realizarse en el año 1995 ininterrumpidamente en honor a la virgen de los desamparados y se celebran la primera semana de agosto. También las Fiestas Patronales de Monnegre de abajo, que retomaron la tradición hace 10 años y que se celebran también en honor a la Virgen de los Desamparados pero en este caso se realizan el primer fin de semana de septiembre de cada año.
Se celebran en la antigua ubicación de la ermita del Chapitell, ya derruida, donde durante tres días hay más de media docena de actos. 
Los tres actos más singulares son la presentación, que se celebra el primer viernes del mes de septiembre, la ofrenda del "Pa  Beneït" y la procesión, que es la que cierra las fiestas.